# 寿安公主 (后晋)
寿安公主（？—947年），是中国五代十国后晋开国皇帝高祖石敬瑭第十一妹。
天福二年五月十九（937年6月29日），石敬瑭封妹妹为寿安长公主，七年九月十二（942年10月24日），石重贵即位，进封姑姑魏国大长公主。魏国大长公主在后晋建立前，嫁给乌姓人家，人物不详。后晋灭亡时，自缢而亡。